# 东方翼齿兽属
东方翼齿兽属（学名：Orienspterodon）为硕鬣兽科的一个属。該屬已滅絕。它的生存年代為始新世中晚期，棲息地點為現今的中國和緬甸。

## 下属物种
本属包括以下物种：
- 大可东方翼齿兽 Orienspterodon dahkoensis (Chow, 1975)